# Toktogul repülőtér
A Toktogul repülőtér (kirgiz nyelven: Токтогул аэропорту, orosz nyelven: Токтогулский аэропорт)  (ICAO: UAFX) Kirgizisztán egyik nemzetközi repülőtere, amely Toktogul közelében található.
A Toktogul repülőtér az 1950-es években kezdte meg működését, hogy kiszolgálja a közeli Toktogul vízerőmű mérnökeinek szállítási igényeit. A jelenlegi kifutópálya az 1970-es években épült. A repülőtérnek nincs terminálja, és nem rendelkezik műszeres leszállási lehetőséggel, és csak a nappali órákban üzemel.

## Futópályák
A repülőtér futópályái: 